# Фавара (Валенсія)
Фавара, Фаварета (валенс. Favara (офіційна назва), ісп. Favareta) — муніципалітет в Іспанії, у складі автономної спільноти Валенсія, у провінції Валенсія. Населення — 2373 особи (2010).

## Географія
Муніципалітет розташований на відстані близько 320 км на південний схід від Мадрида, 38 км на південь від Валенсії.

## Демографія
Динаміка населення (INE ):